# Waldorf Astoria Edinburgh - The Caledonian
Waldorf Astoria Edinburgh - The Caledonian er et femstjernet hotel i Edinburgh, Skotland. Det åbnede i december 1903 og det er et eksempel på et britisk grand railway hotel, og blev tidligere kaldt The Caledonian Hotel med kælenavnet 'The Caley'. Det står i vestenden af Princes Street og er en listed building i kategori A.